# Тамзали, Хайди
Хайди Тамзали, урождённая Хайди Чикли (фр. Haydée Samama Chikly Tamzali ; 23 августа 1906, Тунис — 20 августа 1998, Тунис) — тунисская актриса, сценаристка и писательница. Дочь режиссёра Альберта Самама-Чикли, известна тем, что, вероятно, является первой актрисой арабского мира, снявшейся в кино.

## Биография
Хайди Тамзали впервые сыграла в кино в 1921 году в фильме «Зохра», первом фильме, поставленном и снятом её отцом. Короткометражный фильм в котором она сыграла главную роль является первым тунисским художественным фильмом, впервые показан в кинотеатре Omnia Pathé в Тунисе 21 декабря 1922 года.
Американский режиссёр Рекс Ингрэм, находившейся в Тунисе на съёмках своего фильма «Араб», заметил её и предложил ей роль, специально написанную под неё. Отец Хайди сначала отказался, однако затем согласился на съёмки дочери в новом фильме, но все же не позволил ей продолжать карьеру в Голливуде, из-за юного возраста, актрисе на момент съёмок было пятнадцать лет.
В 1923 году Хайди играет в новом фильме своего отца «Un été à La Goulette», параллельно являясь сценаристкой фильма.
В 1930 году вышла замуж и уехала в Алжир, где занималась благотворительностью, была, в частности, Президентом и секретарём отделения Красного Креста и Президентом Лиги против рака.
Многим позже вернулась в Тунис, где в 1990-х годах вела колонку в ежедневной газете La Presse de Tunisie. Он также издала книгу о североафриканской кухне, в которой собраны 444 тунисских, алжирских и марокканских рецептов, включая 33 различных рецепта кускуса.
В 1996 году Махмуд Бен Махмуд снял 29-минутный короткометражный фильм под названием «Albert Samama Chikli, ce merveilleux fou filmant avec ses drôles de machinee», в котором он прослеживает жизнь пионера тунисского кино Альберта Самама-Чикли, в частности, через ретроспективу двух его игровых фильмов и воспоминаний Хайди об отце.

## Фильмография (не полная)
- 1922 : «Зохра», режиссёр Альберт Самама-Чикли
- 1923 : «Aïn el Ghazal», режиссёр Альберт Самама-Чикли
- 1924 : «Араб», режиссёр Рекс Инграм
- 1996 : «Un été à La Goulette», режиссёр Ферид Бугедир